# Kanhavekanalen
55°54′26.17″N 10°36′20.4″Ø / 55.9072694°N 10.605667°Ø
Kanhavekanalen var en gravet kanal, der i germansk jernalder blev anlagt på tværs af den smalle landtange der forbinder nordøen og sydøen på Samsø på langtangens (og øens) smalleste sted fra Mårup Vig i vest til Stavns Fjord i øst. Kanalen, der er ca. 500 meter lang og 11 meter bred, er et fremragende stykke ingeniørarbejde[kilde mangler], og kanalen kunne besejles af fartøjer med op til ca. 1 meters dybgang.
Brinkerne var i dele af kanalen beklædt med et bolværk af to til fire vandrette træplanker, der er dendrokronologisk dateret til år 726.
Projekt Danmarks Oldtid i Landskabet satte i 2016 en cortenståls-model af Ladbyskibet til kaj i den gamle kanal, sammen med en rekonstruktion af kanalens bolværk så man kan forestille sig, hvordan den militære flådehavn så ud, da man benyttede den menneskeskabte kanal for over 1000 år siden.

## Funktion og udgravninger i nutiden
Man formoder, at den har været en del af Vikingetidens omfattende forsvarssystemer og har formentligt stået i forbindelse med en naturhavn i Stavns Fjord. En flådestyrke placeret i den velbeskyttede Stavns Fjord har med udkig fra Hjortholm eller Vorbjerg kunnet kontrollere den nord-sydgående sejlads langs den jyske østkyst og sejladsen mellem Jylland (nord og midt) i vest og Sjælland og Skåne i øst. Undersøgelser foretaget af forskere ved Moesgård Museum, tyder på, at kanalen skal ses som et led i en flådebase i Stavns Fjord eventuelt som bidrag til søforsvaret af vikingetidens vigtigste danske by, Århus.[kilde mangler]
Kanhavekanalen blev første gang undersøgt i 1960 hvor en udgravningsgrøft viste, at kanalen var fra vikingetiden. 1977 blev et nyt tværsnit i kanalen udgravet, og i 1979 daterede man, på baggrund af det meget velbevarede træ fra bolværket som flankerede kanalen, til at være opført i år 726. Bolværket med ca. 4 svære planker på indtil 4 m længde var fastgjort med træpløkker til den bagvedliggende undergrund. Kanalen er i nutiden på grund af tilsanding og landhævning tørlagt. Kanalens vandybde for ca. 1.300 år siden har formodentlig været lidt under 1 meter. Det lavtliggende område omkring Stavns Fjord var i stenalderen dækket af vand, men i vikingetiden var landhævningen sandsynligvis så fremskredet, at man var nødt til at etablere kanalen. Det opgravede sand blev anbragt på området langs kanalens sider. I ca. en meters afstand fra kanalen sider blev der anlagt lave tørvevolde som sandsynligvis blev brugt til en gang- eller træksti langs kanalens sider.